# Depalpata
Depalpata là một chi bướm đêm thuộc họ Noctuidae.

## Loài
- Depalpata mirabilis Rothschild, 1919
- Depalpata pridgeoni Joicey & Talbot, 1922